# 動乱 (映画)
『動乱』（どうらん）は、1980年1月19日に公開された日本映画。製作は東映・シナノ企画。第1部「海峡を渡る愛」、第2部「雪降り止まず」の2部構成。高倉健と吉永小百合の初共演が注目を集めた。ビスタサイズ、映倫番号:19659。

## 概要
昭和史の起点となった五・一五事件から二・二六事件までの風雲急を告げる時を背景に、寡黙な青年将校とその妻の生きざまと愛を描く。脚本は『英霊たちの応援歌 最後の早慶戦』の山田信夫、監督は『聖職の碑』の森谷司郎、撮影は『天使の欲望』の仲沢半次郎がそれぞれ担当。高倉健は、配給作品も含めて、このあと死去まで東映映画には1本も出演してない。

## あらすじ
第一部
宮城啓介の所属する隊で部下である溝口英雄が脱走した。家に帰っていないか実家を訪ねると姉の薫が借金の方として女郎屋に売られることを知る。近くで英雄が見つかったという報告を聞き現場に行く途中銃声が鳴り響いた。そこには拳銃自殺を促されるも死にたくないともみ合いとなり誤って殺された原田軍曹と銃を握ったままの英雄が立っていた。それから数か月後に英雄は銃殺刑、部隊は再編され啓介は朝鮮の国境警備の任に当たる。
ある夜、兵士宿舎の慰労に女郎屋がやって来た。生真面目な啓介は興味を示していなかったがその中に薫を見つけ思わず彼女を引き取る。
吹雪の日、匪賊との小競り合いで部下から撃ってきた銃弾が日本製だと訴える。日本軍が兵器の横流しを行っていたのだ。愕然としている啓介の元へ賊軍がまた攻めてきて弾丸が尽きた部隊は剣で突撃をかけ多くの戦死者を出した。啓介は軍に対する不信感と怒りで肩を震わせた。
第二部
舞台は日本に戻り、啓介は自分の家に薫を住まわせ、家には皇道派の青年将校が訪ねてきては軍の腐敗を愚痴り、向かいには憲兵曹長の島が絶えず見張りをしていた。
啓介は薫に鳥取旅行に連れていくが、薫は過去に相手をした将校に出会い彼女は羞恥の目に曝されながら旅行を終えた。
ある日、薫は上司に当たる皇道派の神崎の妻が双子の息子との幸せな光景を見て未だ籍を入れる所か抱こうともしない啓介に自分の体は汚れているから抱けないのかと訴える。
青年将校たちの不満は募る一方、啓介は決起に向かっていく。

## スタッフ
- 監督：森谷司郎
- 脚本：山田信夫
- 企画：池田静雄、坂上順、岡田裕介
- 撮影：仲沢半次郎
- 録音：広上益弘
- 照明：川崎保之丞
- 美術：中村州志、今村力
- 編集：戸田健夫
- 助監督：沢井信一郎
- 進行主任：小島吉弘
- 製作担当：東一盛
- 演技事務：和田徹
- 記録：高津省子
- 音響効果：原尚
- 装置：中村文栄
- 装飾：田島俊秀
- 衣装：河合啓一
- 美粧：入江荘二
- 美容：宮島孝子
- スチール：遠藤努
- 宣伝担当：佐々木嗣郎、本間昭信
- 剣道指導：中島五郎蔵
- 現像：東映化学
- 製作協力：東京衣裳、東映俳優センター
- 音楽
  - プロデューサー：多賀英典
  - ディレクター：星勝
  - 作曲：三枝成章
  - イマジネーション：小椋佳
- 主題歌「流れるなら」
  - キティレコード
- 劇中曲 
  - ブラームス「弦楽六重奏曲第1番 変ロ長調 作品18 第2楽章 アンダンテ・マ・モデラート」

## 出演者
- 宮城啓介：高倉健
- 溝口薫：吉永小百合

以下、グループごとに記述
- 島謙太郎（兵曹長）：米倉斉加年
- 高見葉子：桜田淳子
- 神崎忠之：田村高廣
- 宮城広介：志村喬

- 広津美次：佐藤慶（ナレーター兼任）
- 小松少尉：田中邦衛
- 三田村利政大将：金田龍之介
- 小林少佐：岸田森
- 朴烈全：左とん平
- 三角連隊長：小池朝雄
- 看守：川津祐介
- 溝口英雄：永島敏行
- 野上光晴：にしきのあきら
- 安部憲兵隊長：戸浦六宏
- 水沼鉄太郎少将：天津敏
- 神崎昌子：日色ともゑ

- 特別出演：阿部正弘、岩瀬恵保、数佐三郎、高木禮二、蛭田正、山口明

- 溝口錦造：久米明
- 笹井田巖：嵯峨善兵
- 原田軍曹：小林稔侍
- 柴田大佐：近藤宏
- 永井上等兵：織田あきら
- 島田少尉：遠藤征慈

- 安井大尉：新田昌玄
- 本間大尉：中田博久
- 三浦大尉：柏木隆太
- 伊沢大尉：辻萬長
- 白鳥大尉：和田周
- 立原中尉：神有介
- 岩崎中尉：滝川潤
- 片山中尉：岡幸次郎
- 熊谷中尉：斉藤真
- 瀬戸中尉：石原昭宏
- 石川中尉：森祐介
- 山崎中尉：森田秀
- 福田少尉：福田勝洋
- 安達中尉：安立義朗

- 鹿島義一郎大将：小堀阿吉雄
- 立石少佐：田中浩
- 山岡徹也
- 少佐：名和宏
- 牧野憲兵上等兵：森下哲夫
- 小森少尉：浜田晃
- 折口二等兵：青木卓
- 土山登士幸
- 看守長：和崎俊哉

- 地唄舞：吉村佳紘
- 下山千鶴
- 岩田喜美子
- 坂本和子：佐野美智子
- 進藤幸
- 摂裕子
- 和田瑞穂

- 古年兵：阿藤海、清水照夫、高月忠、沢田浩二、青木茂、山田茂、村添豊徳、大島博樹
- 伍長：亀山達也
- 通信兵：稲葉裕之
- 朴の配下：三重街恒二
- 将校：団巌

- 犬養毅首相：瀬良明
- 蔵相（高橋是清）：野口元夫
- 内大臣（斎藤実）：山本武
- 侍従長（鈴木貫太郎）：稲川善一
- 海軍中尉：中屋敷鉄也、黒部進、安永憲司
- 清水一郎
- 河合絃司
- 梅沢実
- 女衒：佐川二郎
- 裁判長：相馬剛三
- 山浦栄
- 背広服の男：木村修
- 仲塚康介
- 秋山敏
- 山田光一

- 伊東二等兵：橋本成治
- 利水一仁
- 初年兵：大蔵晶、町田政則、赤石富和
- 木村栄
- 坂口幸徳
- 吉野恒正
- 田口和政
- 小松陽太郎
- 杉本隆
- 山崎義治
- 加藤豪一
- 海軍少尉：庄司喬
- 医者：高野隆志
- 士官候補生：宮地謙吾、高野晃大
- 小山昌幸
- 宮崎靖男

- 細谷有喜子
- 広京子
- 森愛
- 岡麻美
- 阿部里香子
- 染谷仁奈

- アナウンサー：納谷悟朗

## 製作

### 企画
企画はのちの東映会長で、当時フリーのプロデューサーだった岡田裕介。ただ本作で岡田裕介と共にプロデューサーを務めた坂上順は「『動乱』は岡田茂社長自らの企画」と述べている。岡田裕介の東映での初プロデュース作は、1978年の『宇宙からのメッセージ』だが、『宇宙－』は途中からの参加であるため、自身がはじめから企画した作品としては本作が東映での初プロデュース作。
『宇宙－』に参加する少し前に、父親の岡田茂東映社長から「東映もブロックブッキングを考えないといけないので、東映イメージに囚われないでいいから何か企画を考えろといわれた」と話している。岡田は、父親の標榜する「"不良性感度"は得意でないし、自分は東宝の青春映画育ちでもあるし、デヴィッド・リーン作品に最も影響を受けていて、大作志向で10年に1本自分が作りたい映画を製作したい。それなら従来の東映カラーを破るものとして、生と死と愛、大きなドラマと取り組みたい」と考えた。恩師でもある森谷司郎と飲み、「自身が一番こだわりのある二・二六事件を題材に映画を作りたい」という話をした。女性がたくさん登場する原作を探し、澤地久枝原作の『妻たちの二・二六事件』（1972年）の映画化を最初に考えた。『妻たちの二・二六事件』は群像のドキュメントで、決起した青年将校らの妻たちを作家が訪ね歩き、その肉声を記録したもの。しかし、その人たちの多くは当時存命であったため、肖像権やプライバシーその他の問題でご破算になった。出演者の中には、この『妻たちの二・二六事件』原作なら、と出演を承諾した者もいたといわれる。
このため二・二六事件を題材に脚本を書いて欲しいと山田信夫に依頼。「舞台は昭和初期であっても、現代の青春映画。時代背景として大きな事件を借りたが、狙いはリアリティのある女性もの」として企画した。
プロットとして「現代は人々の生きざまが非常に多様になっているが、究極のテーマとしては、生きる、死ぬ、女を愛す、男を愛す、そういう感情以外にはない」その感情を象徴する日本人のひとつのパターンとして、二・二六事件に絡むひと組の男女を選び、それを演じる役者として、お客さんに信用のある高倉健と吉永小百合を絞り込んだ。岡田は昔から高倉と吉永の大ファンでもあり、企画として考えた時、二・二六事件の暗い素材を考えると、ふたりの初共演という組み合わせでないと描き切れないと思い、両者が出演OKしなければ、企画は流すつもりでいた。先に吉永に出演OKをもらったが、「高倉さんが駄目と言ったら企画は流します」と吉永に伝えた。森谷にも企画が成立したら監督を引き受けると了解も取り、山田にも「高倉健・吉永小百合をイメージして脚本を書いて下さい。二人のピンチヒッターは考えていません」と伝えた。しかし当時の高倉は1977年の『八甲田山』『幸福の黄色いハンカチ』の各映画賞の独占で、テレビドラマも含め、映画各社"高倉もの"という企画が目白押しで、出演オファーが殺到していた状態。また高倉は『八甲田山』の撮影を終えたばかりで、「こういう悲劇的な作品に続けて出るのは気が進まない。死ぬのはつらい」などと言われ、高倉がなかなかOKしてくれず、何度も足を運び、実現するまで2年待った。自分が断われば、企画が流れるとあって根負けし出演を承諾した。

### 脚本
『妻たちの二・二六事件』は使えず、山田信夫のオリジナル脚本となった。
登場人物は大半が架空の人物。設定その他、フィクション部分も多い。とはいえ、『妻たちの二・二六事件』に書かれたエピソードも使用されており、高倉健演じる宮城啓介と吉永小百合演じる溝口薫の下敷きになったのは磯部浅一、登美子夫妻と見られる。

### キャスティング
高倉健は前述のように出演オファーが殺到する状況であったが、「ちょうど男と女の話にグンとウエイトがかかっているものをやってみたい」と思っていたこともあり、吉永小百合との初共演ということもありで本作の出演を決めた。高倉のギャラは日本映画では当時の最高額といわれた2500万円。8か月に及ぶ長期間の撮影ということもあり高額になった。とかくゼニカネにシビアといわれ、契約交渉のたびに揉めていた高倉の長年のギャラ闘争が実った形となった。
吉永小百合は脚本を読み、「以前からやりたかったイメージの役」と出演オファーを受けた。吉永は東映初出演「東映撮影所はヤクザ映画イメージが強くてコワそう」とビビっていたが、スタッフともすっかり溶け合い、以降、東映付いた。吉永のギャラは50日間の撮影にもかかわらず、600万円、吉永は自分の気に入った役柄以外はお断りと表明していたため、人気のわりにギャラは安かった。また当時の映画会社には「主役が女優では客が来ない」という考えがあり、男性俳優に比べて女性俳優は全体的にギャラは安かった。しかし女性俳優は男性俳優よりテレビドラマやCMが多かったため、人気女性俳優になれば、収入はあまり男性俳優と変わらなかった。
ナレーターの佐藤慶は岡田裕介プロデューサーのキャスティング。佐藤は初めてナレーターを務めた。

### 主題歌
主題歌を担当した小椋佳は、小椋のファーストアルバム『青春～砂漠の少年』で、岡田裕介が語りとジャケット写真を担当してからの縁。

### 製作記者会見
1979年3月5日、赤坂プリンスホテルグリーンホールで製作発表記者会見が行われた。高倉健、吉永小百合、森谷司郎監督、岡田茂東映社長、福島シナノ企画代表取締役、岡田裕介プロデューサー、多賀英典音楽プロデューサー等が出席。

### 提携
会見で岡田裕介プロデューサーは、提携シナノ企画を意識して「良心的な作品にしたい」と話した。岡田茂東映社長は「東映はヤクザな会社だと思われていたらしいが今度やっと提携してもらえた」と声を弾ませた。
シナノ企画の観客動員力は実証ずみ。岡田茂は「最高の動員体制を敷ける作品になる」と話した。岡田は1973年に東宝が創価学会と提携して『人間革命』を製作して大ヒットさせたことに驚き、これを"公明党方式"と名付け、前売り券を組織にまとめ買いさせる商法を積極的に推進していった。
このビジネスモデルは今日の東映作品にも引き継がれている。深作欣二が岡田に『柳生一族の陰謀』（1978年）の企画を持ち込んだとき、「主役は萬屋錦之介でいける。何よりあそこは後援会がしっかりしてる」と即断し、まだ前売り券を大量に捌く手法が確立されていない時代に「萬屋の後援会が引き受けてくれたら、勝負はもらった」と閃いたことが「会社のトップとして大したもの」と深作を感心させた。
岡田は『柳生一族の陰謀』の成功で、大作路線に舵を切った。岡田は1979年1月の『映画ジャーナル』のインタビューで「映画界はこれから配給中心に回る。製作意欲のあるプロデューサー、それが企業内であろうと社外の独立プロデューサーであろうと配給・宣伝が組んで興行力のある作品を作ってゆくユナイト方式になる」と述べている。
高倉健・吉永小百合の初共演で、最初から興行的レベルが高かったが、シナノ企画との提携を得られ、公開前から興行保障を実現させた。

### 製作費
直接製作費2億8000万円、間接製作費2億5000万円で、計5億3000万円。宣伝費は含まれない。
約9億円と書かれた文献もある。岡田裕介は10億円と話している。

### 撮影
撮影は1979年2月から断続的に10月までの約8か月。主たる撮影は6月中に終わり、同じ高倉が主演する松竹・山田洋次監督『遙かなる山の呼び声』が北海道で、1979年6月初旬にクランクインし、以降、秋、冬とあり、夏と秋に少し撮影が重なる時期があった。両作とも、四季を通じての撮影で、季節の変化をきっちり捉えて、撮影期間をたっぷり取り、製作費も充分に継ぎ込んだ。吉永も1年かけて映画を撮るのは初体験で、四季を追うため、何度か休みがあり、気持ちを引っ張っていくのが難しかったと述べている。二・二六事件を扱うため、冗談を言いながらワイワイガヤガヤ作っていく性質の映画でなく、高倉も撮影は相当しんどかったと話した。森谷監督も並行して『漂流』の準備を行った。

### ロケ記録
1979年2月北海道。1979年3月、吉永が参加し、北海道サロベツ原野ロケ。気温氷点下8℃。ここで吉永が自殺を謀るが果たせず、見せしめのためリンチされるシーンの撮影が行われた。吉永は長襦袢一枚を纏い、4時間ロープで木に吊るされ、仮死寸前だったといわれたが、このシーンはカットされた。
北海道は他に旧旭川偕行社、豊富温泉などでロケ。その後北海道で雪のシーンを撮り、1979年4月半ばから5月下旬か6月まで東映東京撮影所でセット撮影。朝鮮国境守備隊や朝鮮の料亭で高倉と吉永が再会するシーンなど。5月下旬、桜田淳子が撮影に加わりセットのムードが華やかになる。夏、静岡県大井川鐵道と浜岡砂丘でロケ。SL列車が走る大井川鐵道新金谷駅を山陰本線八木駅に見立てて撮影。線路脇に見物人が押しかける。
静岡ロケの後、東京撮影所でセット撮影に戻る。
ロケ期日は不明だが憲兵隊本部は、勝どき時代の中央水産研究所の建物を見立てて撮影が行われた。同所は一時毎週土日は何かしらの撮影が入るほど、数えきれない映画・テレビドラマの撮影に使われた。本作以外では『日本のいちばん長い日』『塀の中の懲りない面々』『トゥルース』『人間の翼 最後のキャッチボール』など。
1979年10月、東北ロケ。第二部の冒頭シーン。シナリオでは東京近郊だったが「日本ならではの美しい秋の絵をいくつか重ねて主人公が登場する。抜けるような空と、燃えるような紅葉が必要」とする森谷監督の意向。当初十和田湖半を予定していたが、狙い通りの紅葉がなく、八幡平赤川温泉に変更された。俳優参加の撮影は10月半ばでクランクアップ。
その後撮影隊は千葉県の海岸に向かい実景撮影。

## 興行
「トラック野郎シリーズ」第10弾『トラック野郎・故郷特急便』の成績があまり良くなく、4日早めて公開を繰り上げた。

## 作品の評価

### 興行成績
配給収入9億5000万円。1980年配給収入ベストテン10位。

### 受賞
- 第4回日本アカデミー賞・最優秀主演男優賞（高倉健）

### 後の作品への影響
吉永小百合は日活の看板女優として活躍後、松竹や東宝に出演していたが、日活のイメージがあり、監督の森谷司郎も東宝イメージのため、日本映画の大作化で会社のカラーを無くしたハシリの映画でもあった。また角川映画の影響が大きいが、1970年代の後半から岡田茂社長が「外部を起用しろ」と強い指示を出したため、東映は本作も含め、1978年の『宇宙からのメッセージ』以降、宣伝も外部発注するようになり、ますます会社のカラーは失われた。
吉永は本作で映画は約90本を重ね、継続して人気を保ってきたが、自分では「22歳から35歳くらいまでは何をやってもダメで、ずっとしんどかった」と話している。本作の森谷監督と高倉が24時間1日中映画の話しかしないことにたいへん驚いたと語っている。「こういう人たちがまだ映画界に残ってたのか」とふたりの映画に賭ける情熱と、カメラの前以外でも主役である軍人らしくする高倉健の演技姿勢に感銘を受け、「もう一度、心を込めて一つずつ、映画をきちっとやってみようという気になった」と話している。
高倉は本作以降、1999年公開の『鉄道員（ぽっぽや）』まで、19年の間、東映映画に出演しなかった。
春日太一は「戦争映画の主な登場人物はどうしても男になり、女性にアピールし辛い。超大作映画は幅広い客層にアピールできる企画が求められるが、日本映画が低迷を続けていた時代も洋画にはお客が入っていた。それは女性客の動員があったからで、そこで日本の映画会社が至上命令としたのが女性客の獲得だった。甘いムードや恋愛要素、物語の中心に女性が据えられることが重要視された。この期待に応えたの最初の作品が本作で、戦争も軍人も主眼に置かず、時代背景の説明は一切なし。宮城大尉以外の青年将校はほぼその他大勢の扱い。高倉と吉永が日本映画で演じていく"古き良き日本の善男善女"イメージは本作で確立された。本作は以降の戦争映画の一つのフォーマットを作り出した。ラストに映し出される浜辺に佇む吉永小百合、小椋佳の歌う哀しくて切ない主題歌が流れる。流行歌手の謳い上げる悲しいバラードで泣かせるというエンディングは本作から始まった」などと論じている。

### 批判
- 東映は本作公開と同じ1980年の夏、『二百三高地』を公開し、1982年に『大日本帝国』と『FUTURE WAR 198X年』を公開、戦争映画の右傾化が大きな問題になった[65]。山田和夫は、右傾化戦争映画の始まりとして『動乱』を挙げ、「戦争映画といえないかも知れませんが『動乱』は高倉健、吉永小百合という人気スターを主役にして、戦争に向かう日本の歴史というものを大きく歪めた映画として登場してきました」などと論じている[65]。
- 藤原彰は、「『動乱』は映画の中で戦争を美化し、歴史を偽造しようとすることが本格的に進められるようになった最初の映画だと思います。しかもそのやり方は、かつての新東宝のような剥き出しの軍国調ではなく、もっと巧妙です。一見したところ、戦争に疑問を投げかける言辞が出てきたり、悲惨な面にも目を向けたりしながら、戦争を知らない若い人たちの情感に働きかけるという手の込んだやり方をやっています」などと論じている[66]。
- 増当竜也は「森谷の演出は熟練のスタッフたちの手助けもあって、技術的には申し分ないが、ポイントの定まらない脚本が全てを決定した」などと評している[67]。
- 山根貞男は、「錯誤極まりない。クライマックスの二・二六事件の描写がまるでなっていない。二・二六事件の具体的推移など、さっぱり分からない。いや、これは二・二六事件映画ではなく、男と女の愛を描く映画だと作者はいうかもしれない。」などと評している[68]。
- 白井佳夫は、「『冬の華』『幸福の黄色いハンカチ』といった映画の高倉健は、シナリオが彼の寡黙な個性を上手く引き出すように書かれ、監督が彼の一種無骨な役者としての個性を魅力的に生かすような工夫を凝らしていたので、とてもユニークな人間味をスクリーンから発散させた。しかし、この人はしどころのない役で、スクリーンの中に登場させてしまうと、小細工の芝居の似合わぬ人なので、そのおおらかで素朴な個性が、まったく生きてこなくなってしまうことになる」などと評している[58]。

## 逸話
- 高倉と吉永、森谷監督は本作の後、しばらくして一緒に東宝の『海峡』の撮影に入った[47]。『海峡』の撮影が本作同様1年近くあり、合計2年間一緒にいた。高倉は監督とは食事をしない主義で、スタッフ全員で食事することもなく、吉永は高倉と二年の間、食事を共にした[47]。何故一緒に食事をしないのか、高倉に質問もしがたい感じで聞くことは出来なかったと吉永は話している。高倉はワインをグラス一杯だけは飲むが、それ以上は飲まないため、お酒が大好きな吉永は、自分だけ飲むわけにいかず、「健さんとの食事は非常に辛かった」と述べている[47]。高倉の出演作の助監督を本作も含め、何10本も務めた澤井信一郎は「健さんはまったく酒を飲まない」と話しており[69]、「高倉健は一滴の酒も飲めない」と書かれている文献もあるため[70]、それでも吉永に気を使ってワイン一杯を飲んだのかもしれない。
- 撮影中のある昼休み、キャストやスタッフはロケバスに駆け込んで昼食をとっている中、厳しい寒さの原野に立ったまま食事をする高倉を吉永は最初理解できず心配したが、同じ日の夜、昼と違って高倉がスタッフと話しているのを見て、彼は陸軍将校になりきるために外でぽつんと立っていたのだと気付き、役者としての強い姿勢に圧倒されたと語っている[71]。
- 二・二六事件関係者が存命中であった時期であり、その家族からの苦情により多くのカットが生じた[71]。

## ネット配信
- YouTube「東映シアターオンライン」チャンネル登録20万人突破を記念し、2023年2月18日19:00（JST）から同年同月26日23:59（JST）まで無料配信が行われた。